# 20 cites
20 cites  (títol original: 20 Dates) és un mockumentary estatunidenc del 1998. Ha estat doblat al català.

## Argument
Myles Berkowitz dirigeix als protagonistes i a ell mateix, un home que decideix combinar "els dos fracassos més grans en la meva vida--professional i personal" per posar-se en una recerca filmada per tenir 20 cites i treure'n una pel·lícula i un amor. Com la majoria de les seves cites són desastres de variades maneres, Myles finalment coneix l'Elisabeth en la seva 17a cita i s'hi avenen molt bé, deixant-lo amb un dilema nou quan vol acabar la pel·lícula de totes maneres i posa el seu nou idil·li en risc.

## Repartiment
- Myles Berkowitz: Myles
- Elisabeth Wagner: Elisabeth
- Richard Arlook: L'Agent
- Tia Carrere: Ella
- Robert McKee: Ell
- Elie Samaha: productor (veu)

## Rebuda
La pel·lícula va rebre revisions mixtes dels crítics. Les pàgines web de Rotten Tomatoes i Metacritic va enregistrar puntuacions del 40% i 36% sobre 100, respectivament.
El crític de cinema Christopher Null de Filmcritic.com va atorgar la pel·lícula quatre estrelles i mitja sobre cinc i va definir la pel·lícula d'"histèrica": Leonard Clady de Variety el va definir com "un mockumentary de desorbitada habilitat", concloent que és "una pel·lícula satisfactòria i entretinguda ." James Berardinelli de ReelViews.net va dir que la pel·lícula era "intranscendent" però, alhora, va admetre que algunes parts de la pel·lícula són "sovint hilarants."
D'altra banda, el crític de cinema Roger Ebert de Chicago-Sun Times va atorgar a la pel·lícula una estrella i mitja sobre quatre, opinant que "la pel·lícula té l'odiós to d'una pel·lícula familiar avorrida narrada per un xicot que crida en la vostra orella" i conclou definint la pel·lícula com "incompetent i molesta." Jeff Millar de la Houston Chronicle va dir que la pel·lícula és "un acudit" i que "Berkowitz és una persona força molesta".